# Lake Darby
Lake Darby – jednostka osadnicza w Stanach Zjednoczonych, w stanie Ohio, w hrabstwie Franklin.